# Museo archeologico nazionale di Sofia
Il Museo archeologico nazionale (in bulgaro Национален археологически музей?) è un museo archeologico situato a Sofia in Bulgaria. Il museo si trova nell'ex grande moschea (Büyük Camii) di epoca ottomana.
Il museo è stato fondato nel 1879 dopo la liberazione dagli ottomani.

## Collezione
La collezione è suddivisa in quattro sezioni: preistoria, storia antica, medioevo e la sezione numismatica.
Al piano terreno si trova la collezione di manufatti di epoca preistorica. Il percorso segue le diverse epoche, Paleolitico, Neolitico, Calcolitico (Età del rame) ed Età del bronzo. 
Nei due piani della parte centrale della struttura si trovano i manufatti dall'età del bronzo al medioevo.
Al secondo piano della parte orientale si trova il caveau, in quest'are sono esposti i pezzi di maggiore pregio tra cui corredi funerari e manufatti di valore artistico particolare.
Vi si trovano i reperti provenienti dalla necropoli di Trebeništa, in Macedonia del Nord che illustrano i rituali di sepoltura degli Illiri. 
Tra i pezzi di maggiore valore vi sono reperti di epoche diverse della Tracia, tra di essi spiccano il tesoro di Valchitran composto da vasi e dischi d'oro provenienti dall'area di Pleven, il tesoro di Lukovit (area di Loveč) composto da decorazioni di argento e bardature per cavalli e la collezione di monete, decorazioni d'oro e vasi di argento provenienti da Nikolaevo.
A questi si aggiungono i corredi funerari, tra i quali una notevole maschera funeraria d'oro del IV secolo, rinvenuti nel tumulo Svetitsa nei pressi di Šipka.